# NGC 4296
NGC 4296 ist eine linsenförmige Galaxie vom Hubble-Typ SB0 im Sternbild Jungfrau am Nordsternhimmel. Sie ist schätzungsweise 180 Millionen Lichtjahre von der Milchstraße entfernt. Wahrscheinlich bildet sie gemeinsam mit NGC 4297 ein wechselwirkendes Paar. Unter der Katalognummer VCC 475 ist sie als Mitglied des Virgo-Galaxienhaufens gelistet.

Das Objekt wurde am 13. April 1784 von dem Astronomen Wilhelm Herschel entdeckt.